# 2 + 2 = 5 (cançó)
«2 + 2 = 5» fou el tercer senzill extret de l'àlbum Hail to the Thief, sisè disc d'estudi del grup britànic Radiohead. Totes les cançons d'aquest disc tenen un títol alternatiu i en aquest cas és «The Lukewarm» en referència als treballs de Dante.
El títol de la cançó fa referència al símbol d'irrealitat de la novel·la 1984 de l'escriptor britànic George Orwell. En el llibre, els habitants pertanyen a un estat autoritari que intenta substituir la seva pròpia consciència i les creences per les imposades des de dalt. La "policia del pensament" coacciona els ciutadans conscients de si mateixos perquè admetin que dos més dos són cinc, de manera que la lògica no importa quan ningú més està disposat a acceptar que dos més dos és igual a qualsevol altra cosa, sota l'amenaça de dolor o la mort.

## Llista de cançons

### Senzill promocional
CD CDRDJ6623
1. "2 + 2 = 5" − 3:21

12" 12RDJWL6623
1. "Sktterbrain" (remescla de Four Tet)
2. "Remyxomatosis" (Cristian Vogel RMX)

### Senzill
CD 1 CDR6623
1. "2 + 2 = 5" − 3:21
2. "Remyxomatosis" (Cristian Vogel RMX) − 5:07
3. "There There" (primera demo) − 7:43

CD 2 CDRS6623
1. "2 + 2 = 5" − 3:21
2. "Skttrbrain" (remescla de Four Tet) − 4:26
3. "I Will" (versió Los Angeles) − 2:14

DVD DVDR6623
1. "2 + 2 = 5" − 3:21
2. "Sit Down Stand Up" (vídeo d'Ed Holdsworth)
3. "The Most Gigantic Lying Mouth of All Time" (fragment)